# Верхняя Чегодайка
Ве́рхняя Чегода́йка (тат. Югары Чыгтай) — село в Черемшанском районе Республики Татарстан, в составе Староутямышского сельского поселения.

## Этимология
Топоним произошёл от татарского слова «югары» (верхний) и татарского антропонима «Чыгтай» (Чегатай).

## География
Село находится в 7 км к востоку от села Черемшана. 

## История
Село основано в 1730-х годах. 
До 1860-х годов жители относились к категории государственных крестьян. Занимались земледелием, разведением скота. 
В «Списке населенных мест по сведениям 1859 года», изданном в 1864 году, населённый пункт упомянут как казённая деревня Чегадайка (Нижний Ключь, Мансурово) 2-го стана Бугульминского уезда Самарской губернии. Располагалась при ключе Нижнем, по правую сторону Симбирского просёлочного тракта в Бугульму, в 84 верстах от уездного города Бугульмы и в 6 верстах от становой квартиры в казённом селе Черемшане. В деревне в 146 дворах жили 1087 человек (532 мужчины и 555 женщин). Была мечеть.
В 1880-х годах земельный надел сельской общины составлял (совместно с общиной села Нижняя Чегодайка) 3165 десятин. В начале XX века в селе имелась мечеть. 
До 1920 года село входило в Мордовско-Афонькинскую волость Бугульминского уезда Самарской губернии. С 1920 года в составе Бугульминского кантона ТАССР. С 10 августа 1930 года в Первомайском, с 1 февраля 1963 года в Лениногорском, с 12 января 1965 года в Черемшанском районах.

## Население
| 1859 | 1889 | 1897 | 1920 | 1926 | 1949 | 1958 | 1970 | 1979 | 1989 | 2000 | 2010 |
| ---- | ---- | ---- | ---- | ---- | ---- | ---- | ---- | ---- | ---- | ---- | ---- |
| 1087 | 837  | 903  | 1206 | 694  | 763  | 586  | 562  | 466  | 276  | 260  | 213  |

Национальный состав села: татары.

## Экономика
Жители занимаются полеводством, молочным скотоводством.

## Инфраструктура
Начальная школа, дом культуры, библиотека. Через село проходит автомобильная дорога регионального значения «Лениногорск — Черемшан». 

## Религия
Мечеть.